# Хруд
Хруд (пол. Hrud) — деревня в Бяльском повете Люблинского воеводства Польши. Входит в состав гмины Бяла-Подляская. По данным переписи 2011 года, в деревне проживало 535 человек.

## География
Деревня расположена на востоке Польши, к северу от реки Клюкувки, на расстоянии приблизительно 7 километров к северу от города Бяла-Подляска, административного центра повета. Абсолютная высота — 146 метров над уровнем моря. Через населённый пункт проходит региональная автодорога 811.

## История
В конце XVIII века Хруд входил в состав Берестейского повета Берестейского воеводства Великого княжества Литовского. В 1827 году в имелось 40 домов и проживало 437 человек. Согласно «Справочной книжке Седлецкой губернии на 1875 год» деревня входила в состав гмины Витулин Константиновского уезда Седлецкой губернии. В период с 1975 по 1998 годы входила в состав Бяльскоподляского воеводства.

## Население
Демографическая структура по состоянию на 31 марта 2011 года:
|         | Всего | До трудоспособного возраста | Трудоспособного возраста | Старше трудоспособного возраста |
| ------- | ----- | --------------------------- | ------------------------ | ------------------------------- |
| Мужчины | 262   | 58                          | 178                      | 26                              |
| Женщины | 273   | 62                          | 153                      | 58                              |
| Всего   | 535   | 120                         | 331                      | 84                              |

## Достопримечательности
В деревне расположен костёл Благовещения Девы Марии (до 1875 года — униатская церковь, с 1875 по 1919 годы — православная церковь).